# إسماعيل الجسمي
إسماعيل الجسمي (مواليد 25 يناير 1989) لاعب كرة قدم إماراتي يجيد اللعب في الدفاع .
لعب سابقاً مع أندية النصر وعجمان و الجزيرة والوصل و الشعب وحتا .

## روابط خارجية
- إسماعيل الجسمي على موقع Soccerway.com (الإنجليزية)